# Асьенто
Асье́нто (исп. reale asiento, дословно — «королевское согласие») — предоставлявшееся испанской монархией частным лицам и компаниям с 1543 по 1834 гг. монопольное право на ввоз в испанские колонии рабов-негров из Африки.
В XVII—XVIII вв. асьенто служило залогом быстрого обогащения частных лиц. Конкурентную борьбу за асьенто вели португальцы и голландцы, к которым позднее присоединились французы и англичане.
В начале XVIII века родство испанских монархов с Людовиком XIV привело к тому, что за счёт асьенто обогащались французы; основными бенефициарами при этом выступали Жан-Батист Дюкасс и Антуан Кроза.
По итогам Войны за испанское наследство Утрехтский мир (1713) предоставил право асьенто Великобритании на 30 лет. Первый министр Роберт Харли передал монополию на торговлю с испанскими колониями частной Компании Южных морей, которая в обмен приняла на себя непомерно выросший за годы войны государственный долг.
Британские купцы постоянно жаловались на то, что с подачи испанцев их монополию нарушают голландцы и французы. В то же время испанцы были недовольны тем, что британцы не соблюдают предельные объёмы торговли, оговоренные в 1713 году.
Данный клубок противоречий вылился в 1739 г. в англо-испанскую войну за асьенто, которая в англоязычной литературе фигурирует под названием «Война из-за уха Дженкинса».
По Ахенскому миру 1748 г. асьенто было предоставлено британской Компании южных морей ещё на четыре года, но в 1750 в Мадриде был подписан договор, по которому Великобритания согласилась на отмену асьенто под условием уплаты Испанией Южно-океанийской компании 100 000 фунтов стерлингов.